# بارویک این المت
بارویک این المت (به انگلیسی: Barwick-in-Elmet) یک روستا در بریتانیا است که در لیدز واقع شده‌است.